# Distretto di Jinnan
Il distretto di Jinnan (cinese semplificato: 津南区; cinese tradizionale: 津南區; mandarino pinyin: Jīnnán Qū) è un distretto di Tientsin. Ha una superficie di 420,72 km² e una popolazione di 380.000 abitanti al 2004.